# FX (Latinoamérica)
FX (acrónimo de Fox Extended) es un canal de televisión por suscripción latinoamericano de origen estadounidense orientado a jóvenes y adultos. Emite series de acción, drama, terror, comedia y películas de cualquier tipo de género.
Es propiedad de The Walt Disney Company Latin America y es operado por Disney Media Networks Latin America.

## Historia
El canal empezó en 2005 como un canal orientado al público masculino con el eslogan Lo que el hombre ve. Entre 2006 y 2007 tuvo un reality show propio llamado La Chica FX.
En enero de 2012 se lanza la señal HD de FX Latinoamérica, aunque dicha señal llegaría oficialmente a todos los países en noviembre. Para 2015 el canal empieza a transmitir las series y películas en su formato original de imagen (sean 4:3 o 16:9) tanto para la señal de alta definición como en la señal de definición estándar.
A finales de abril y principios de mayo de 2021, las series animadas para adultos de la cadena de Fox que llevaban emitiéndose más de 15 años en el canal: Padre de familia, American Dad!, Bob's Burgers y Bless the Harts, abandonaron la programación del canal en favor del nuevo servicio de streaming Star+, por lo cual a partir de este gran cambio, sólo se transmiten películas, series y otros programas.
El 2 de diciembre de 2024, The Walt Disney Company anunció que todos sus canales cesarían sus emisiones en Brasil, incluyendo FX, el 25 de febrero de 2025. Sin embargo, los canales ESPN en ese país seguirían operando. En Hispanoamérica, se acordó que el canal seguiría al aire.